# Pyrausta sikkima
Pyrausta sikkima is een vlinder van de familie van de grasmotten (Crambidae). De wetenschappelijke naam van deze soort is voor het eerst voorgesteld als Porphyritis sikkima door Frederic Moore in een publicatie uit 1888.
De soort komt voor in India (West-Bengalen, Himachal Pradesh).